# Michael Norman
Michael Arthur Norman Jr (* 3. Dezember 1997 in San Diego) ist ein US-amerikanischer Sprinter. Er ist Olympiasieger und der amtierende Weltmeister 2022 sowohl auf der 400-Meter-Strecke als auch mit dem US-amerikanischen Quartett in der 4-mal-400-Meter-Staffel. Damit ist er der einzige männliche Leichtathlet, der bei den Weltmeisterschaften 2022 in Eugene zwei Goldmedaillen gewann.

## Sportliche Karriere
2016 gewann Norman bei den Juniorenweltmeisterschaften sowohl die 200 Meter als auch mit dem Team der Vereinigten Staaten die 4-mal-100-Meter-Staffel. Am 10. März 2018 ersprintete er in 44:52 s die schnellste Zeit, die jemals bei einem 400-Meter-Lauf in der Halle erreicht werden konnte. 2021 wurde der gebürtige Kalifornier im 400-Meter-Finale der Olympischen Spiele in Tokio Fünfter und gewann die Goldmedaille mit der 4-mal-400-Meter-Staffel. Ein Jahr später gelang den Sportlern aus den Vereinigten Staaten die Wiederholung dieses Erfolgs bei den Weltmeisterschaften in ihrem Heimatland in Eugene (Oregon). Außerdem entschied Michael Norman die Einzeldisziplin über 400 Meter für sich. Er war damit neben seinen Landsfrauen Abby Steiner und Sydney McLaughlin sowie der peruanischen Geherin Kimberly García León der einzige Athlet, der bei dieser Veranstaltung zwei Siege erringen konnte.

## Persönliche Bestleistungen
- 100 Meter: 9,86 s (+1,6 m/s), 20. Juli 2020 in Fort Worth
- 200 Meter: 19,70 s (+0,7 m/s), 6. Juni 2019 in Rom
  - 200 Meter (Halle): 20,75 s, 11. Februar 2017 in Fayetteville
- 300 Meter: 34,52 s, 25. Februar 2016 in Murrieta
  - 300 Meter (Halle): 33,60 s, 10. Januar 2015 in Arcadia
- 400 Meter: 43,45 s, 20. April 2019 in Torrance
  - 400 Meter (Halle): 44,52 s, 10. März 2018 in College Station

## Privates
Sein Vater Michael Norman senior ist Afroamerikaner, Mutter Nobue Saito Norman war eine professionelle japanische Läuferin. Michelle ist die einzige Schwester von Michael Norman. Seine Partnerin Jenna Adams war während ihrer Studienzeit Volleyballlibera bei den USC Trojans.